# Gemma Spofforth
Gemma Mary Spofforth (Shoreham-by-Sea, 17 de novembro de 1987) é uma nadadora britânica, especializada no nado de costas.
Spofforth participou dos Jogos Olímpicos de Verão de 2008 em Pequim, onde disputou as provas dos 100 metros costas, terminando em quarto lugar e a prova dos 200 metros costas, na qual terminou em nono lugar.
Em 2009, no Campeonato Mundial de Esportes Aquáticos de 2009, disputado em Roma, ganhou a medalha de ouro na prova dos 100 metros costas, batendo o recorde mundial com um tempo de 58,12 segundos.

## Melhores marcas
| Event                                              | Piscina longa | Piscina curta |
| -------------------------------------------------- | ------------- | ------------- |
| 50 m costas                                        | 27.99 NR      | 28.63         |
| 100 m costas                                       | 58.12 EU      | 1.00.45       |
| 200 m costas                                       | 2:07.56       | 2.07.64       |
| Legenda NR: Recorde britânico; WR: Recorde mundial |               |               |